# Pharo

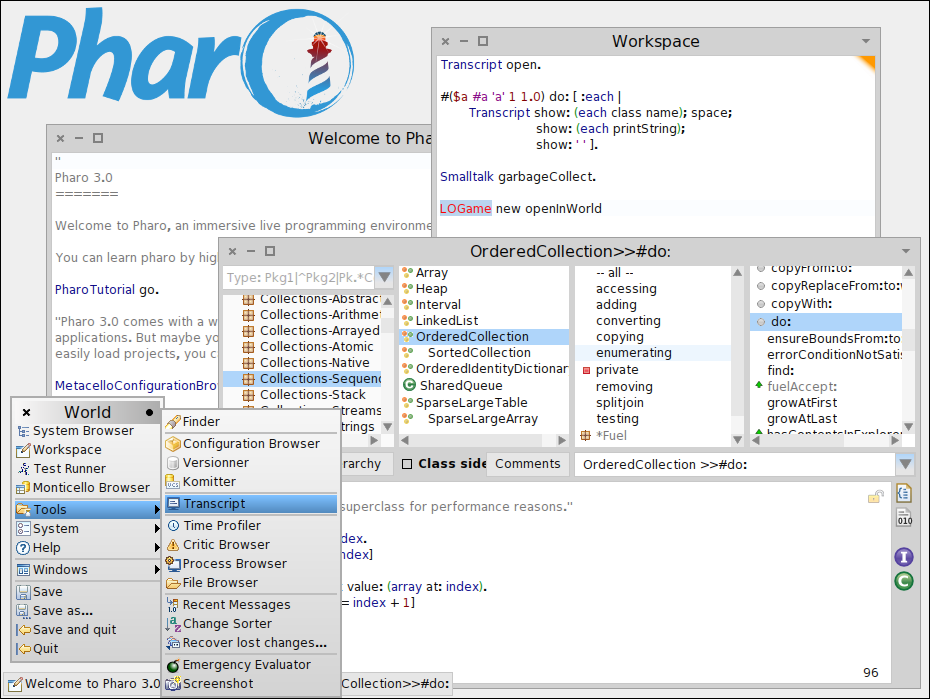
скриншот окружающей среды Pharo

Pharo — это форк Squeak, реализация объектно-ориентированного, динамически типизированного, унарного языка программирования Smalltalk.
Pharo предоставляет язык программирования, интегрированную среду разработки и набор библиотек. Также есть возможность загрузки дополнительных пакетов.
Pharo имеет открытый исходный код и распространяется под лицензией MIT.